# Hearts Adrift
Pour plus de détails, voir Fiche technique et Distribution.
Hearts Adrift est un film muet américain réalisé par Edwin S. Porter, sorti en 1914.

## Synopsis
Nina, une jeune fille de 12 ans, est la seule survivante du naufrage d'un navire espagnol. Elle vit pendant cinq ans sur une île des mers du Sud, avec un loup pour seul compagnon. Un jour, John Graham arrive sur l'île, victime lui aussi d'un naufrage. Il ne sait pas que sa femme a survécu et qu'elle est retournée à la civilisation, et il tombe amoureux de Nina. Ils se marient lors d'une cérémonie primitive et un peu plus tard Nina donne naissance à un bébé. Toutefois, John est incapable d'oublier sa femme et, lorsqu'elle arrive un jour avec un navire de secours, ils se trouvent réunis. Nina, les voyant s'embrasser, court sur les flancs du volcan de l'île et, de désespoir, se jette dans la lave avec son enfant dans les bras.

## Fiche technique
- Titre original : Hearts Adrift
- Réalisation : Edwin S. Porter
- Scénario : Mary Pickford d'après l'histoire As the Sparks Fly Upward de Cyrus Townsend Brady (non crédité)
- Photographie : Edwin S. Porter
- Production : Daniel Frohman
- Société de production : Famous Players Film Company
- Société de distribution : Famous Players-Lasky Corporation
- Pays d'origine :  États-Unis
- Langue originale : anglais
- Format : Noir et blanc - 35 mm — 1,37:1 — Muet
- Genre : drame et romance
- Date de sortie :  États-Unis : 10 février 1914
- Licence : domaine public

## Distribution
- Mary Pickford : Nina
- Harold Lockwood : Jack Graham